# Eddy Jones
Pour les articles homonymes, voir Eddie Jones et Jones.
Eddy Jones est un album du groupe de rock français La Souris Déglinguée. Le groupe commença à monter sur les scènes parisiennes dès 1979 pour faire danser leurs camarades aux esprits punk et skinhead.
Dans cet album figure notamment le titre : les parents à Chantal.
Ce personnage (Eddy Jones) serait tout droit sorti de l'imagination de Tai-Luc le chanteur, ce serait « un Mesrine version ébène, américain pas tranquille qui a sévi à Paris après la libération ».

## Liste des pistes
| No | Titre                     | Durée |
| -- | ------------------------- | ----- |
| 1. | Eddy Jones                | 3:16  |
| 2. | Kamikaze Rock             | 2:11  |
| 3. | En Indochine (Yinduzhina) | 2:56  |
| 4. | La Nuit Sera Blanche      | 3:13  |
| 5. | Jamais, Jamais            | 3:04  |
| 6. | Dernière Chance           | 2:41  |
| 7. | Nouvelle Aube             | 3:46  |
| 8. | Les Parents À Chantal     | 2:31  |